# Luxman
Luxman Corporation (ラックスマン) é uma empresa japonesa que produz uma variedade de produtos eletrônicos de áudio. A empresa produz uma grande variedade de produtos high-end hi-fi, como toca-discos, amplificadores, receivers, tape decks, CD players e alto-falantes. A empresa foi fundada em junho de 1925, por T. Hayakawa e seu irmão K. Yoshikawa. Ele começou a vida como o departamento de equipamentos de rádio da Kinsuido Picture Frame Store em Osaka, até então, um importador de molduras, e foi fundado pouco antes do momento em que o rádio era transmitido pela primeira vez nesse ano.